# Nekrolog 1859
Nekrolog
◄◄
| ◄
| 1855
| 1856
| 1857
| 1858
| 1859 | 1860 | 1861 | 1862 | 1863 | ► | ►►
Weitere Ereignisse | Allgemeiner Nekrolog 1859
Die Beschreibung der verstorbenen Person sollte so kurz wie möglich gehalten sein und nur deren signifikante Tätigkeit(en) enthalten.
Neue Namen ggf. auch unter dem Geburts- und Sterbedatum, also etwa unter 1. Januar und im Geburts- und Sterbejahr (2024) eintragen (nur bei entsprechender großer Wichtigkeit). Für Beispiele siehe die schon vorhandenen Artikel.
Außerdem über die fünf zuletzt Verstorbenen, zu denen es einen ausreichend guten Artikel für eine Präsentation auf der Hauptseite gibt, nach der todesbedingten Überarbeitung der Artikel ggf. auch unter Wikipedia Diskussion:Hauptseite informieren und sie am besten auch in den anderen Wikipedia-Sprachversionen eintragen. Tipp: Regelmäßig bei news.google.de nach „ist tot“, „gestorben“ oder „verstorben“ suchen.
Wenn eine Person gestorben ist, gibt es viele Seiten zu dieser Person in der Wikipedia, die davon auch betroffen sind und entsprechend aktualisiert werden müssen. Beispiele: Namenübersichtsseite, Geburtsjahr, Geburtsort-Seiten und viele mehr.
Wie finde ich die betroffenen Seiten?
Im Suchfeld auf der linken Seite gibt man den Suchbegriff so ein: „Vorname Nachname“. Dann klickt man auf Volltext und alle Seiten mit entsprechendem Suchtext werden aufgerufen. Hier sieht man dann schnell, wo auch das Todesjahr Sinn macht oder sogar ein Teil des Artikels angepasst werden muss. Auch hilft das „Werkzeug“ auf der linken Seite sehr gut, um solche Seiten aufzufinden: „Links auf diese Seite“. Somit ist die Wikipedia wieder aktuell in allen Bereichen! Hinweis: bei Eintragung der Kategorie „Gestorben JAHR“ wird der Missbrauchsfilter 49 ausgelöst, was jedoch nicht schlimm ist. Siehe: Spezial:Missbrauchsfilter/49
Dies ist eine Liste von im Jahr 1859 verstorbenen bekannten Persönlichkeiten. Die Einträge erfolgen innerhalb der einzelnen Daten alphabetisch sortiert. Tiere sind im Nekrolog für Tiere zu finden.

## Januar
| Tag        | Name                                      | Beruf, bekannt als                                                              | Alter | Beleg |
| ---------- | ----------------------------------------- | ------------------------------------------------------------------------------- | ----- | ----- |
| 1. Januar  | Anne Charles Lebrun                       | französischer Divisionsgeneral der Kavallerie                                   | 83    |       |
| 2. Januar  | John C. Brodhead                          | US-amerikanischer Politiker                                                     | 78    |       |
| 2. Januar  | Ludwig von Leonrod                        | deutscher Rechtswissenschaftler, Richter und Politiker                          | 84    |       |
| 3. Januar  | John Newman                               | britischer Architekt                                                            |       |       |
| 5. Januar  | Luciano Fornasari                         | italienischer Opernsänger (Bass)                                                |       |       |
| 5. Januar  | Green Berry Samuels                       | US-amerikanischer Jurist und Politiker                                          | 52    |       |
| 6. Januar  | Bernhard Baader                           | Sammler badischer Sagen                                                         | 68    |       |
| 7. Januar  | Girolamo Franceschini                     | italienisch-österreichischer Zeichner, Lithograf, Illustrator und Kostümbildner | 38    |       |
| 8. Januar  | Hans von Luck                             | preußischer General der Infanterie und Ritter des Schwarzen Adlerordens         | 83    |       |
| 9. Januar  | Killian Miller                            | US-amerikanischer Politiker                                                     | 73    |       |
| 11. Januar | Karl Bardili                              | württembergischer Landtagsabgeordneter                                          | 76    |       |
| 12. Januar | August Hassack                            | österreichischer Politiker                                                      | 55    |       |
| 14. Januar | Philipp Kahlhöfer                         | deutscher Politiker                                                             | 63    |       |
| 16. Januar | James Edwin Belser                        | US-amerikanischer Rechtsanwalt, Richter und Politiker                           | 53    |       |
| 18. Januar | Alessandro Macioti                        | italienischer Kurienerzbischof                                                  | 60    |       |
| 18. Januar | Franz Franieck                            | österreichischer Buchdrucker und Verleger                                       | 58    |       |
| 18. Januar | William Slade                             | US-amerikanischer Politiker, Gouverneur von Vermont                             | 72    |       |
| 18. Januar | Alfred Vail                               | US-amerikanischer Ingenieur und Erfinder                                        | 51    |       |
| 19. Januar | Friedrich von Grolman                     | Richter und Landtagsabgeordneter Großherzogtum Hessen                           | 74    |       |
| 19. Januar | Maximilian von Hatzfeldt-Trachenberg      | preußischer Diplomat und Gesandter                                              | 45    |       |
| 19. Januar | Stefano Scerra                            | italienischer Kurienbischof                                                     | 83    |       |
| 20. Januar | Bettina von Arnim                         | deutsche sozialkritische Schriftstellerin                                       | 73    |       |
| 21. Januar | Moritz von Baerenfels                     | preußischer Beamter und Abgeordneter (MdA)                                      | 54    |       |
| 21. Januar | Henry Hallam                              | englischer Chronist                                                             | 81    |       |
| 21. Januar | Christoph Rommel                          | deutscher Philologe                                                             | 77    |       |
| 22. Januar | Jakob Kopp                                | Schweizer Politiker und Richter                                                 | 72    |       |
| 22. Januar | Joseph Ludwig Raabe                       | schweizerischer Mathematiker                                                    | 57    |       |
| 22. Januar | Moritz Ferdinand Gustav von Rockhausen    | sächsischer Generalleutnant, Kommandant der Festung Königstein                  | 67    |       |
| 23. Januar | Marianne Fischer                          | österreichische Theaterschauspielerin                                           |       |       |
| 23. Januar | Wilhelm Franz Sintenis                    | deutscher evangelischer Theologe und Vertreter des theologischen Rationalismus  | 64    |       |
| 24. Januar | Johann von Dassel                         | deutscher Politiker                                                             | 77    |       |
| 25. Januar | Johann Ferdinand August Schröner          | deutscher Jurist, Oberbürgermeister der Stadt Halle (Saale)                     | 57    |       |
| 25. Januar | François Veillon                          | Schweizer Politiker und Richter                                                 | 65    |       |
| 26. Januar | Conrad Heinrich Soltmann                  | deutscher Apotheker und Unternehmer                                             | 76    |       |
| 26. Januar | Lodewijk Gerard Visscher                  | niederländischer Literaturwissenschaftler und Historiker                        | 61    |       |
| 27. Januar | Max Sefeloge                              | deutscher Attentäter                                                            | 37    |       |
| 27. Januar | Christoph Wilhelm Siemsen                 | deutscher Hofrat, Bibliothekar und Bibliothekssekretär                          | 65    |       |
| 28. Januar | Carl Adolph Agardh                        | schwedischer Botaniker                                                          | 74    |       |
| 28. Januar | Eugen von Maucler                         | deutscher Politiker                                                             | 75    |       |
| 28. Januar | Karl von Merveldt                         | preußischer Landrat und Politiker                                               | 68    |       |
| 28. Januar | Frederick John Robinson, 1. Earl of Ripon | britischer Politiker und Premierminister                                        | 76    |       |
| 29. Januar | William Cranch Bond                       | US-amerikanischer Astronom                                                      | 69    |       |
| 29. Januar | William Hickling Prescott                 | US-amerikanischer Historiker                                                    | 62    |       |
| 29. Januar | Seth Thomas                               | US-amerikanischer Uhrmacher und Fabrikant                                       | 73    |       |

## Februar
| Tag         | Name                                     | Beruf, bekannt als                                                       | Alter | Beleg |
| ----------- | ---------------------------------------- | ------------------------------------------------------------------------ | ----- | ----- |
| 1. Februar  | Joseph von Hartmann                      | preußischer Verwaltungsjurist und Landrat des Kreises Büren (1817–1843)  | 79    |       |
| 1. Februar  | Samuel W. Parker                         | US-amerikanischer Politiker                                              | 53    |       |
| 1. Februar  | Johann Christoph Schröther der Jüngere   | deutscher Orgelbauer                                                     | 84    |       |
| 2. Februar  | Joseph Adolf Hanslick                    | böhmischer Bibliothekar und Schriftsteller                               | ~74   |       |
| 2. Februar  | Isaac Thomas                             | US-amerikanischer Politiker                                              | 74    |       |
| 2. Februar  | Christian Friedrich Wurm                 | deutscher Gymnasialprofessor, Historiker, Autor und liberaler Politiker  | 55    |       |
| 3. Februar  | Carl Wilhelm Runde                       | deutscher Kaufmann, Senator und Stiftungsgründer                         | 73    |       |
| 5. Februar  | Ernst August von Beust                   | preußischer Geologe                                                      | 75    |       |
| 6. Februar  | Jane Stirling                            | schottische Amateurpianistin                                             | 54    |       |
| 7. Februar  | Agostino Codazzi                         | italienischer Militär, Geograf und Kartograf                             | 65    |       |
| 7. Februar  | Moritz Ludwig Georg Wichmann             | deutscher Astronom                                                       | 37    |       |
| 9. Februar  | Karl Cäsar Antz                          | deutscher Arzt und Botaniker                                             |       |       |
| 9. Februar  | Karl von Kleyle                          | österreichischer Landwirtschaftsfachmann und Politiker                   | 46    |       |
| 9. Februar  | Domenico Venchiarutti                    | italienischer Baumeister                                                 | 68    |       |
| 10. Februar | Anna Maria von Sachsen                   | sächsische Prinzessin, durch Heirat Erbgroßherzogin der Toskana          | 23    |       |
| 10. Februar | Heinrich von Harpprecht                  | deutscher Richter in Württemberg                                         | 57    |       |
| 11. Februar | Franz Joseph Musset                      | deutscher Richter                                                        | 72    |       |
| 12. Februar | Samuel Stutchbury                        | britischer Naturforscher, Paläontologe und Geologe                       | 61    |       |
| 12. Februar | Campbell P. White                        | US-amerikanischer Politiker                                              | 71    |       |
| 13. Februar | Eliza Acton                              | englische Köchin und Kochbuchautorin                                     | 59    |       |
| 13. Februar | Karl von Schlözer                        | deutscher Kaufmann und Diplomat                                          | 78    |       |
| 16. Februar | Léon Benouville                          | französischer Maler                                                      | 37    |       |
| 16. Februar | Otto Victor I. von Schönburg             | Fürst von Schönburg und sächsischer Landtagsabgeordneter                 | 73    |       |
| 17. Februar | Immanuel Gottlieb Kolb                   | württembergischer pietistischer Pädagoge                                 | 74    |       |
| 17. Februar | Bernhard Friedrich Voigt                 | deutscher Buchhändler und Verleger                                       | 71    |       |
| 18. Februar | Franz Dahlen von Orlaburg                | österreichischer Offizier                                                | 79    |       |
| 19. Februar | John Abbey                               | englischer Orgelbauer                                                    | 73    |       |
| 21. Februar | Friedrich Karl Emil zu Dohna-Schlobitten | preußischer Generalfeldmarschall                                         | 74    |       |
| 22. Februar | August Schärttner                        | Persönlichkeit der deutschen Turnbewegung und der Revolution (1848/1849) | 42    |       |
| 23. Februar | Matthäus Johann Bermuth                  | deutscher Jurist und Politiker                                           | 62    |       |
| 23. Februar | Zygmunt Krasiński                        | polnischer Dichter und Dramatiker                                        | 47    |       |
| 25. Februar | Edward A. Hannegan                       | US-amerikanischer Politiker                                              | 51    |       |
| 26. Februar | Julius Becker                            | deutscher Komponist und Musiktheoretiker                                 | 48    |       |
| 26. Februar | Ludwig Doleschall                        | österreichischer Insektenforscher                                        | 31    |       |
| 26. Februar | Ferdinand Schuberg                       | österreichischer Komponist                                               | 64    |       |
| 27. Februar | Friedrich Bleek                          | deutscher Theologe                                                       | 65    |       |
| 27. Februar | William John Broderip                    | britischer Jurist und Zoologe (Malakologe)                               | 69    |       |
| 27. Februar | Otto Scherbening                         | preußischer Generalmajor und Kommandeur der 23. Infanterie-Brigade       | 67    |       |
| 28. Februar | Friedrich Lang                           | deutscher Jurist und Alterspräsident der Frankfurter Nationalversammlung | 81    |       |
| Februar     | Michael Ludwig Wellmer                   | deutscher Landesbeamter und Jurist                                       |       |       |

## März
| Tag      | Name                               | Beruf, bekannt als                                                                                   | Alter | Beleg |
| -------- | ---------------------------------- | --- | ----- | ----- |
| 2. März  | Johann Günther Friedrich Cannabich | deutscher Geograph, Pfarrer und Pädagoge                                                             | 81    |       |
| 2. März  | Nicholas Brown                     | US-amerikanischer Politiker                                                                          | 66    |       |
| 3. März  | Carl Wilhelm Günther               | deutscher Opernsänger (Bass) und Theaterschauspieler                                                 |       |       |
| 3. März  | Josef Poppelack                    | deutscher Architekt und Baumeister                                                                   | 79    |       |
| 4. März  | Anton von Lorch                    | preußischer Landrat                                                                                  | 52    |       |
| 4. März  | Philipp Pfeiffer                   | deutscher Verwaltungsbeamter                                                                         | 74    |       |
| 5. März  | Joseph Bourret                     | kanadischer Politiker und Rechtsanwalt                                                               | 56    |       |
| 5. März  | Henry S. Geyer                     | US-amerikanischer Politiker                                                                          | 68    |       |
| 6. März  | Vincenz von Augustin               | österreichischer General                                                                             | 78    |       |
| 7. März  | Alois Flir                         | österreichischer Autor, katholischer Geistlicher und Politiker                                       | 53    |       |
| 8. März  | Aaron V. Brown                     | US-amerikanischer Politiker                                                                          | 63    |       |
| 8. März  | Friedrich Wilhelm Wachsmuth        | deutscher Mediziner und Politiker                                                                    | 61    |       |
| 9. März  | Josef Anton Berchtold              | schweizerischer römisch-katholischer Geistlicher und Geodät                                          | 78    |       |
| 9. März  | Luise zu Mecklenburg               | Angehörige des großherzoglichen Hauses Mecklenburg (-Schwerin), durch Heirat Fürstin Windisch-Graetz | 34    |       |
| 10. März | Alexander Monro III.               | schottischer Anatom                                                                                  | 85    |       |
| 12. März | Konrad Eberhard                    | deutscher Bildhauer und Maler                                                                        | 90    |       |
| 12. März | William T. Haskell                 | US-amerikanischer Politiker                                                                          | 40    |       |
| 12. März | August Georg Wilhelm Pezold        | deutschbaltischer Maler                                                                              | 64    |       |
| 13. Mai  | Denison Olmsted                    | US-amerikanischer Astronom und Naturwissenschaftler                                                  | 67    |       |
| 14. März | Johann Baptist Pendl               | Tiroler Bildhauer                                                                                    | 67    |       |
| 15. März | Richard W. Barton                  | US-amerikanischer Politiker                                                                          |       |       |
| 17. März | Heinrich Knebel                    | deutscher Pädagoge und Philologe                                                                     | 57    |       |
| 17. März | Michael Walsh                      | US-amerikanischer Politiker                                                                          | 48    |       |
| 18. März | Jean Louis Lassaigne               | französischer Chemiker                                                                               | 58    |       |
| 18. März | Friedrich Layriz                   | deutscher Geistlicher, lutherischer Pfarrer, Hymnologe und Liturgiker                                | 51    |       |
| 19. März | Kaspar Borsinger                   | Schweizer Politiker                                                                                  |       |       |
| 19. März | David Campbell                     | US-amerikanischer Politiker                                                                          | 79    |       |
| 19. März | Jacob van Hall                     | niederländischer Rechtswissenschaftler                                                               | 59    |       |
| 19. März | Josef Kuwasseg                     | österreichischer Landschaftsmaler, Lithograf und Schriftsteller                                      | 59    |       |
| 19. März | Oliver H. Smith                    | US-amerikanischer Politiker                                                                          | 64    |       |
| 20. März | Alexandre d’Alton                  | französischer General der Infanterie                                                                 | 82    |       |
| 20. März | Jozef Geirnaert                    | belgischer Genre- und Porträtmaler                                                                   | 68    |       |
| 20. März | Frederick Thomas Powell            | britischer Marineoffizier und Kartograph der britisch-indischen Marine                               |       |       |
| 24. März | Leo Lehmann                        | deutscher Maler                                                                                      | 77    |       |
| 26. März | Gustav Salomon Tillberg            | schwedischer Mathematiker und Physiker                                                               | 81    |       |
| 27. März | Heinrich Engel                     | deutscher Ökonom, Bürgermeister und Mitglied des kurhessischen Landtags                              | 74    |       |
| 28. März | Carl Ackermann                     | deutscher Verleger                                                                                   |       |       |
| 28. März | Joseph Anton Fischer               | deutscher Maler                                                                                      | 45    |       |
| 28. März | Johann Friedrich Voigtländer       | österreichischer Optiker                                                                             | 79    |       |
| 29. März | William Alcott                     | US-amerikanischer Arzt, Lebensreformer und Autor                                                     | 60    |       |
| 30. März | William Home Lizars                | schottischer Maler und Kupferstecher                                                                 |       |       |
| 30. März | Philippe Musard                    | französischer Violinist, Dirigent und Komponist                                                      | 66    |       |
| 30. März | Charles C. Stratton                | US-amerikanischer Politiker                                                                          | 63    |       |
| 31. März | Martin Hamuljak                    | slowakischer Nationalerwecker, Linguist, Redakteur                                                   | 69    |       |
| 31. März | Hopkins Holsey                     | US-amerikanischer Politiker                                                                          | 79    |       |

## April
| Tag       | Name                                                 | Beruf, bekannt als                                                       | Alter | Beleg |
| --------- | ---------------------------------------------------- | ------------------------------------------------------------------------ | ----- | ----- |
| 1. April  | Amalie Sieveking                                     | Mitbegründerin der organisierten Diakonie in Deutschland                 | 64    |       |
| 2. April  | Friedrich Albert Immanuel Mellin                     | deutscher Architekt und preußischer Baubeamter                           | 62    |       |
| 2. April  | Kurd von Schöning                                    | preußischer Generalmajor                                                 | 69    |       |
| 3. April  | Paul von Sick                                        | königlich württembergischer Finanzrat                                    | 39    |       |
| 3. April  | Tilghman Tucker                                      | US-amerikanischer Politiker                                              | 57    |       |
| 5. April  | Jean-Baptiste Croizet                                | französischer Geistlicher und Paläontologe                               | 72    |       |
| 5. April  | Basile Kfoury                                        | libanesischer Bischof von Alexandria                                     |       |       |
| 5. April  | Joseph Theodor zu Stolberg-Stolberg                  | Gutsbesitzer und katholischer Politiker                                  | 54    |       |
| 10. April | Robert Mortimer Glover                               | britischer Wissenschaftler, Anästhesist und Chirurg                      | 43    |       |
| 10. April | Siegfried Schmid                                     | deutscher Schriftsteller und Soldat in österreichischen Diensten         | 84    |       |
| 10. April | Augustin Violet                                      | bayerischer Pädagoge, Taubstummenlehrer                                  | 59    |       |
| 11. April | Joseph Théophile Parfait de Béziade                  | französischer Militär und Politiker                                      | 88    |       |
| 12. April | Francis M. Dimond                                    | US-amerikanischer Politiker                                              | 62    |       |
| 12. April | Carl Friedrich Sandhaas                              | deutscher Maler und Zeichner                                             | 58    |       |
| 14. April | George M. Bibb                                       | US-amerikanischer Politiker, Senator und Finanzminister                  | 82    |       |
| 14. April | Ignaz Bösendorfer                                    | österreichischer Instrumentenbauer                                       | 64    |       |
| 14. April | Lady Morgan                                          | britische Schriftstellerin mit irischer Herkunft                         | 82    |       |
| 15. April | Willis Allen                                         | US-amerikanischer Politiker                                              | 52    |       |
| 15. April | Iwan Iwanowitsch Puschtschin                         | russischer Leutnant, Richter, Autor und Dekabrist                        | 60    |       |
| 16. April | Alexis de Tocqueville                                | französischer Publizist und Politiker                                    | 53    |       |
| 16. April | Johann Friedrich von Wrisberg                        | Drost in Mecklenburg-Schwerin                                            | 75    |       |
| 18. April | Heinrich Friedrich von Arnim-Heinrichsdorff-Werbelow | preußischer Staatsmann                                                   | 67    |       |
| 18. April | Johann Heinrich Thätjenhorst                         | deutscher Ingenieur und Kartograf, MdBB                                  | 55    |       |
| 18. April | Tantya Tope                                          | indischer Führer des indischen Aufstands (1857)                          |       |       |
| 19. April | William C. Bouck                                     | US-amerikanischer Politiker                                              | 73    |       |
| 19. April | Kaspar de Carl ab Hohenbalken                        | römisch-katholischer Bischof des Bistums Chur                            | 78    |       |
| 19. April | Sergei Wassiljewitsch Trubezkoi                      | russischer Stabskapitän                                                  |       |       |
| 20. April | Ignaz Venetz                                         | Schweizer Geologe                                                        | 71    |       |
| 21. April | Karl Friedrich Nägelsbach                            | deutscher Altphilologe                                                   | 53    |       |
| 21. April | Otto Sendtner                                        | deutscher Botaniker und Universitätsprofessor                            | 45    |       |
| 21. April | Carl Sprengel                                        | deutscher Ökonomierat, Landwirt, Professor, Fabrikant und Schriftsteller | 72    |       |
| 22. April | Adolph Schütte von Warensberg                        | österreichischer Feldmarschallleutnant, Festungskommandant von Temeswar  |       |       |
| 23. April | Heinrich zu Hohenlohe-Kirchberg                      | württembergischer Generalleutnant und Diplomat                           | 70    |       |
| 24. April | Henri-Benjamin Presset                               | Schweizer Politiker und Staatsrat des Kantons Freiburg                   | 34    |       |
| 24. April | Rudolf Swoboda                                       | österreichischer Landschafts- und Tiermaler                              | 40    |       |
| 27. April | Isaac Lyon Goldsmid                                  | britischer Finanzier                                                     | 81    |       |
| 28. April | Anton Hoppe                                          | österreichischer Baumeister                                              |       |       |
| 28. April | Immanuel Friedrich Sander                            | deutscher Pietist                                                        | 61    |       |
| 29. April | Dionysius Lardner                                    | irischer Physiker und Mathematiker                                       | 66    |       |
| 29. April | Michael Franzewitsch Reineke                         | deutsch-baltischer Vize-Admiral und Geograph (Hydrograph)                | 57    |       |
| 30. April | Johann Melchior Schuler                              | Schweizer evangelischer Geistlicher und Heimatforscher                   | 80    |       |

## Mai
| Tag     | Name                                     | Beruf, bekannt als                                                             | Alter | Beleg |
| ------- | ---------------------------------------- | ------------------------------------------------------------------------------ | ----- | ----- |
| 1. Mai  | Johann Ludwig Friedrich Ede              | deutscher Unternehmer, Hoflieferant und Freimaurer                             | 57    |       |
| 1. Mai  | John Walker                              | englischer Apotheker, Erfinder des Streichholzes                               | 77    |       |
| 2. Mai  | Farrand F. Merrill                       | US-amerikanischer Politiker und Anwalt                                         | 44    |       |
| 3. Mai  | Anders Gustaf Dahlbom                    | schwedischer Entomologe                                                        | 53    |       |
| 4. Mai  | Joseph Gergonne                          | französischer Mathematiker                                                     | 87    |       |
| 4. Mai  | Eduard Jerrmann                          | deutscher Schauspieler                                                         |       |       |
| 4. Mai  | Jonas P. Phoenix                         | US-amerikanischer Politiker                                                    | 71    |       |
| 5. Mai  | Peter Gustav Lejeune Dirichlet           | deutscher Mathematiker                                                         | 54    |       |
| 5. Mai  | Charles Robert Leslie                    | englischer Maler                                                               | 64    |       |
| 5. Mai  | Carl Georg Scheuermann                   | dänischer Landschaftsmaler                                                     | 55    |       |
| 6. Mai  | Alexander von Humboldt                   | deutscher Naturforscher und Entdecker                                          | 89    |       |
| 7. Mai  | Václav Michal Pešina                     | Domherr am Prager Veitsdom                                                     | 76    |       |
| 7. Mai  | Bartolomeo Carlo Romilli                 | italienischer Geistlicher, Erzbischof von Mailand                              | 64    |       |
| 8. Mai  | José de Madrazo y Agudo                  | spanischer Maler, Radierer und Lithograph, Direktor des Museo del Prado        | 78    |       |
| 9. Mai  | Peter Camesasca                          | Landtagsabgeordneter Großherzogtum Hessen                                      | 60    |       |
| 10. Mai | Bertha Arndts                            | deutsche Schriftstellerin                                                      | 49    |       |
| 10. Mai | Johann Ludwig Schnell                    | Schweizer Politiker (Liberale)                                                 | 77    |       |
| 11. Mai | Tomlinson Fort                           | US-amerikanischer Politiker                                                    | 71    |       |
| 11. Mai | Karl Hoffmann                            | deutscher Arzt und Naturforscher                                               | 35    |       |
| 11. Mai | Johann von Österreich                    | österreichischer Erzherzog; Modernisierer der Steiermark; Reichsverweser       | 77    |       |
| 12. Mai | Sergei Timofejewitsch Aksakow            | russischer Schriftsteller                                                      | 67    |       |
| 12. Mai | Francis D’Arcy-Osborne, 7. Duke of Leeds | britischer Adliger                                                             | 60    |       |
| 12. Mai | Alfred zu Dohna-Mallmitz                 | schlesischer Gutsbesitzer und Politiker                                        | 50    |       |
| 12. Mai | Friedrich Geyr von Schweppenburg         | preußischer Politiker, Beigeordneter und Mitglied des Preußischen Herrenhauses | 56    |       |
| 13. Mai | Gottlieb Lang                            | deutscher Verwaltungsjurist                                                    | 66    |       |
| 13. Mai | Friedrich Johann Gottlieb Lieder         | deutscher Maler und Lithograf                                                  | 78    |       |
| 13. Mai | Henriette von Pereira-Arnstein           | österreichische Pianistin und Gastgeberin eines Wiener Salons                  | 78    |       |
| 13. Mai | Daniel Wallace                           | US-amerikanischer Politiker                                                    | 58    |       |
| 14. Mai | Friedrich Petersen                       | deutscher evangelischer Theologe                                               | 51    |       |
| 14. Mai | Michael Portier                          | römisch-katholischer Bischof                                                   | 63    |       |
| 15. Mai | Christian Essellen                       | deutscher Publizist und Revolutionär                                           |       |       |
| 16. Mai | Joseph Fürst                             | deutscher Kaufmann und Schriftsteller                                          | 65    |       |
| 16. Mai | Eugen Joseph Gärtner                     | deutscher Jurist und Mitglied der kurhessischen Ständeversammlung              | 81    |       |
| 16. Mai | Emil Wilde                               | deutscher Wissenschaftshistoriker                                              | 66    |       |
| 17. Mai | Karl du Thil                             | Präsident des Gesamtministeriums Großherzogtum Hessen                          | 82    |       |
| 17. Mai | Johann Friedrich Wolfgang                | Botaniker und Professor in Wilna                                               |       |       |
| 18. Mai | Leonhard Aloys Joseph Nellessen          | deutscher römisch-katholischer Priester und Verfechter des Ultramontanismus    | 76    |       |
| 19. Mai | Joseph Jelačić von Bužim                 | österreichischer Feldherr und Ban von Kroatien                                 | 57    |       |
| 19. Mai | Joseph Kaufholz                          | Landwirt und Mitglied der kurhessischen Ständeversammlung                      | 60    |       |
| 19. Mai | Heinrich Zollinger                       | Schweizer Botaniker                                                            | 41    |       |
| 20. Mai | August Wilhelm Gruner                    | deutscher Überseekaufmann und Reeder                                           | 81    |       |
| 22. Mai | Ferdinand II.                            | König Neapels und beider Sizilien                                              | 49    |       |
| 26. Mai | Jacques-Marie-Antoine-Célestin Dupont    | französischer Kardinal aus Sardinien, Erzbischof von Bourges                   | 67    |       |
| 28. Mai | Carl Heinrich Oscar Fielitz              | deutscher Chemiker und Fotograf                                                | 35    |       |
| 28. Mai | Georg Theiß                              | deutscher Justizbeamter und Mitglied der kurhessischen Ständeversammlung       | 57    |       |
| 29. Mai | Carl Friedrich Adolf Steinkopf           | deutscher evangelischer Geistlicher                                            | 85    |       |
| 30. Mai | Louis Cambecq                            | deutsch-baltischer Jurist und Hochschullehrer                                  | 63    |       |
| 31. Mai | Hans Hedemann                            | dänischer Offizier                                                             | 66    |       |
| 31. Mai | Cyrus Spink                              | US-amerikanischer Politiker                                                    | 66    |       |
| Mai     | Franz Joseph Reich                       | deutscher Jurist, Revolutionär und Parlamentarier                              |       |       |

## Juni
| Tag      | Name                                 | Beruf, bekannt als                                                         | Alter | Beleg |
| -------- | ------------------------------------ | -------------------------------------------------------------------------- | ----- | ----- |
| 1. Juni  | Christoph Hoffmann                   | großherzoglich hessischer Landrat                                          | 56    |       |
| 1. Juni  | Ernst Sartorius                      | deutscher evangelischer Theologe, Generalsuperintendent und Autor          | 62    |       |
| 3. Juni  | Jean Justin Monlezun                 | französischer Kanoniker und Amateurhistoriker                              |       |       |
| 4. Juni  | Esprit Espinasse                     | französischer General                                                      | 44    |       |
| 4. Juni  | Ludolf Gottfried Schley              | deutscher Schriftsteller und Übersetzer                                    | 61    |       |
| 7. Juni  | David Cox                            | englischer Grafiker und Maler                                              | 76    |       |
| 7. Juni  | Auguste Léo                          | deutsch-französischer Bankier und Kunstmäzen                               | 65    |       |
| 7. Juni  | Thomas Whipple                       | US-amerikanischer Politiker                                                | 71    |       |
| 8. Juni  | Walter Hunt                          | US-amerikanischer Erfinder                                                 | 62    |       |
| 8. Juni  | Gerlach von dem Knesebeck            | deutscher Bergbeamter                                                      | 50    |       |
| 10. Juni | Johannes Dürrner                     | deutscher Komponist und Musikdirektor                                      | 48    |       |
| 10. Juni | Ernst Theodor Gaupp                  | deutscher Rechtsgelehrter                                                  | 63    |       |
| 10. Juni | Franz Leydolt                        | österreichischer Mineraloge, Botaniker, Zoologe                            | 48    |       |
| 11. Juni | Klemens Wenzel Lothar von Metternich | österreichischer Staatsmann                                                | 86    |       |
| 15. Juni | Wilhelm Sattler                      | deutscher Industrieller                                                    | 75    |       |
| 16. Juni | Félix Fries                          | französischer Architekt                                                    | 58    |       |
| 17. Juni | Friedrich von Brühl                  | königlich-preußischer Generalleutnant                                      | 68    |       |
| 17. Juni | Albert August Wilhelm Deetz          | preußischer Soldat und Abgeordneter der Frankfurter Nationalversammlung    | 61    |       |
| 17. Juni | Wilhelm von Traitteur                | deutscher Baumeister, Pionier der Eisenarchitektur und der Brückenbaukunst | 71    |       |
| 18. Juni | Carl d’Ester                         | deutscher Arzt, Publizist und demokratischer Politiker                     | 45    |       |
| 18. Juni | Joseph Hartmann Stuntz               | Schweizer Komponist, Chorleiter und Kapellmeister                          | 66    |       |
| 18. Juni | Sara Torsslow                        | schwedische Schauspielerin                                                 | 64    |       |
| 19. Juni | Karl-Friedrich Chatoney              | Schweizer Politiker und Staatsrat des Kantons Freiburg                     | 60    |       |
| 19. Juni | Hermann Knapp                        | württembergischer Jurist und Politiker                                     | 58    |       |
| 19. Juni | Johann Gottlob von Quandt            | deutscher Kunsthistoriker und Kunstmäzen                                   | 72    |       |
| 21. Juni | Anton von Braunbehrens               | deutscher Beamter und Politiker                                            | 66    |       |
| 22. Juni | Cornelis Adriaan Bergsma             | niederländischer Chemiker, Botaniker und Agrarwissenschaftler              | 61    |       |
| 23. Juni | Maria Pawlowna                       | Großherzogin von Sachsen-Weimar-Eisenach                                   | 73    |       |
| 24. Juni | Johann Georg Knie                    | Gründer und langjähriger Leiter des Blindeninstitutes in Breslau           | 65    |       |
| 24. Juni | David Fullerton Robison              | US-amerikanischer Politiker                                                | 43    |       |
| 27. Juni | Joseph Michael Weinhofer             | österreichischer Pfarrer und Theologe                                      | 81    |       |
| 29. Juni | Kamilo Mašek                         | slowenischer Komponist                                                     | 27    |       |
| 29. Juni | Ludwig Wilhelm Wichmann              | deutscher Bildhauer                                                        | 70    |       |
| 30. Juni | Wilhelm Ernst von Beaulieu-Marconnay | oldenburgischer Diplomat                                                   | 73    |       |
| 30. Juni | Marie Petersen                       | deutsche Schriftstellerin                                                  | 42    |       |
| 30. Juni | Justus Wilhelm Schäffer              | Oberberginspektor und Mitglied des kurhessischen Landtags                  | 74    |       |

## Juli
| Tag      | Name                                   | Beruf, bekannt als                                                           | Alter | Beleg |
| -------- | -------------------------------------- | ---------------------------------------------------------------------------- | ----- | ----- |
| 2. Juli  | Carl Wettig                            | deutscher Komponist, Pianist und Dirigent                                    | 33    |       |
| 3. Juli  | August Wilhelm Bullrich                | deutscher Apotheker                                                          | 57    |       |
| 3. Juli  | William Goode                          | US-amerikanischer Politiker                                                  | 60    |       |
| 4. Juli  | Louise Wolf                            | deutsche Malerin und Grafikerin                                              | 63    |       |
| 5. Juli  | Charles Cagniard de la Tour            | französischer Ingenieur und Physiker                                         | 82    |       |
| 6. Juli  | Friedrich Seele                        | deutscher Kaufmann, Unternehmer und Stadtrat                                 | 40    |       |
| 7. Juli  | Friedrich von Hahn                     | deutscher adliger Gutsbesitzer und Pferdezüchter                             | 55    |       |
| 7. Juli  | Christian Karl Leman                   | deutscher Rechtswissenschaftler und Hochschullehrer                          | 80    |       |
| 8. Juli  | Charlotte Heidenreich von Siebold      | erste Frauenärztin Deutschlands                                              | 70    |       |
| 8. Juli  | Oskar I.                               | König von Schweden und Norwegen                                              | 60    |       |
| 9. Juli  | Wilhelm von Sandrart                   | preußischer General der Kavallerie                                           | 86    |       |
| 12. Juli | Johann Ludwig Deinhardstein            | österreichischer Schriftsteller, Literaturkritiker, Dramaturg und Hofbeamter | 69    |       |
| 13. Juli | Rufus Choate                           | US-amerikanischer Politiker                                                  | 59    |       |
| 13. Juli | Marie-Angélique Duchemin               | französische Soldatin                                                        | 87    |       |
| 13. Juli | Eduard Wüst                            | deutscher evangelischer Theologe                                             | 41    |       |
| 14. Juli | John Bacon der Jüngere                 | englischer Bildhauer                                                         | 82    |       |
| 14. Juli | Joseph-Pierre Borel d’Hauterive        | französischer Schriftsteller                                                 | 50    |       |
| 14. Juli | Thomas Horsfield                       | britischer Arzt, Zoologe und Botaniker                                       | 86    |       |
| 14. Juli | Auguste Le Prévost                     | französischer Historiker                                                     | 72    |       |
| 16. Juli | Charles Cathcart, 2. Earl Cathcart     | britischer General                                                           | 75    |       |
| 16. Juli | Anton Forti                            | österreichischer Sänger und Bratschist                                       | 69    |       |
| 16. Juli | Ludolf Matthias Hoesch                 | deutscher Papierindustrieller                                                | 70    |       |
| 17. Juli | Stephanie von Hohenzollern-Sigmaringen | Prinzessin von Hohenzollern-Sigmaringen, durch Heirat Königin von Portugal   | 22    |       |
| 17. Juli | Adolf Zimmermann                       | deutscher Maler                                                              | 59    |       |
| 21. Juli | John Gayle                             | US-amerikanischer Jurist und Politiker                                       | 66    |       |
| 22. Juli | Louis de Potter                        | belgischer Politiker                                                         | 73    |       |
| 23. Juli | Marceline Desbordes-Valmore            | französische Schriftstellerin                                                | 73    |       |
| 24. Juli | Johann Pleikard Bitthäuser             | deutscher Kupferstecher                                                      |       |       |
| 24. Juli | Caroline von Holnstein                 | Inbegriff der schönen Münchnerin                                             | 44    |       |
| 25. Juli | Theodor Kniewel                        | deutscher Lehrer, Chorleiter und lutherischer Pfarrer                        | 76    |       |
| 29. Juli | Konrad Bossard                         | Schweizer Politiker                                                          | 57    |       |
| 29. Juli | Léon-Lévy Brunswick                    | französischer Bühnenschriftsteller                                           | 54    |       |
| 29. Juli | Auguste Mathieu Panseron               | französischer Musiker und Komponist                                          | 63    |       |
| 30. Juli | Karl Friedrich Wilhelm Dieterici       | deutscher Statistiker und Nationalökonom                                     | 68    |       |
| 30. Juli | Firmin                                 | französischer Schauspieler                                                   | 75    |       |
| 30. Juli | Richard Rush                           | US-amerikanischer Politiker, Justizminister und Finanzminister               | 78    |       |
| 31. Juli | Carl Hermann Schmolze                  | deutscher Genremaler, Illustrator und Karikaturist                           | 36    |       |

## August
| Tag        | Name                                | Beruf, bekannt als                                                                      | Alter | Beleg |
| ---------- | ----------------------------------- | --------------------------------------------------------------------------------------- | ----- | ----- |
| 1. August  | Stefan Bogoridi                     | bulgarischer Politiker, osmanischer Beamter, Kaymakam des Fürstentums Moldau            |       |       |
| 1. August  | Jacques-Joseph Remy                 | Schweizer Politiker                                                                     | 48    |       |
| 2. August  | Horace Mann                         | US-amerikanischer Politiker und Pädagoge                                                | 63    |       |
| 3. August  | Alexei Wassiljewitsch Tyranow       | russischer Maler                                                                        |       |       |
| 4. August  | Carl Friedrich Wilhelm Knoblauch    | deutscher Unternehmer und Politiker                                                     | 65    |       |
| 4. August  | Elisha Litchfield                   | US-amerikanischer Jurist und Politiker                                                  | 74    |       |
| 4. August  | Gisbert von Romberg I.              | märkischer Adliger, Bergbauunternehmer und Politiker; Präfekt des Ruhrdepartments       | 86    |       |
| 4. August  | Jean-Marie Vianney                  | französischer katholischer Priester, Heiliger und Schutzpatron                          | 73    |       |
| 5. August  | Vincenz Weber                       | böhmischer Arzt und Dichter                                                             | 50    |       |
| 6. August  | Karl Otto von Raumer                | preußischer Staatsmann                                                                  | 53    |       |
| 6. August  | Ludwig Ross                         | deutscher Archäologe                                                                    | 53    |       |
| 10. August | Philip C. Johnson                   | US-amerikanischer Geschäftsmann und Politiker                                           | 64    |       |
| 10. August | George Thomas Staunton              | britischer Reisender, Diplomat und Politiker                                            | 78    |       |
| 11. August | Karl Jäger                          | österreichischer Bürgerlicher und Hofsteinmetzmeister                                   | 75    |       |
| 13. August | Eduard I. Nietner                   | Königlicher Hofgärtner in den Schlossgärten Monbijou und Sanssouci                      | 62    |       |
| 13. August | Charles-Joseph Traviès              | Schweizer, später französischer Karikaturist und Maler                                  | 55    |       |
| 14. August | Friedrich IV.                       | souveräner Fürst im Fürstentum Salm                                                     | 69    |       |
| 15. August | Nathaniel Claiborne                 | US-amerikanischer Politiker                                                             | 81    |       |
| 15. August | Littleton Kirkpatrick               | US-amerikanischer Politiker                                                             | 61    |       |
| 15. August | Carl von Verschuer                  | deutscher Gutsbesitzer, Kammerherr und Mitglied der kurhessischen Ständeversammlung     | 42    |       |
| 17. August | Friedrich Balling                   | österreichischer Chemiker, Hüttendirektor und Zentraldirektor eisenverarbeitender Werke | 55    |       |
| 17. August | Gustav Adolf Breymann               | deutscher Architekt und Hochschullehrer, Ehrenbürger der Stadt Stuttgart                |       |       |
| 17. August | Henriette Wolfskeel von Reichenberg | Hofdame der Herzogin Anna-Amalia und Vertraute Johann Wolfgang von Goethes              | 83    |       |
| 18. August | James Ford                          | US-amerikanischer Politiker                                                             | 76    |       |
| 18. August | Karl Heinrich Gotthilf von Köstlin  | deutscher Mediziner, schwäbischer Dichter                                               | 72    |       |
| 18. August | Raphael Schall                      | nazarenischer Historien-, Kirchen- und Porträtmaler                                     | 44    |       |
| 19. August | Johann Wilhelm Mauke                | deutscher Verlagsbuchhändler                                                            | 67    |       |
| 20. August | Georg von der Decken                | hannoverscher General der Kavallerie                                                    | 71    |       |
| 20. August | Johannes Emde                       | deutscher Missionar in Ost-Java                                                         | 84    |       |
| 22. August | John Wesley Davis                   | US-amerikanischer Politiker                                                             | 60    |       |
| 22. August | Chiarissimo Falconieri Mellini      | italienischer Kardinal                                                                  | 64    |       |
| 23. August | Jonathan Harvey                     | US-amerikanischer Politiker                                                             | 79    |       |
| 24. August | Alexander von Medem                 | russischer Diplomat                                                                     | 56    |       |
| 24. August | Johann Friedrich Ruthe              | deutscher Botaniker und Entomologe                                                      | 71    |       |
| 25. August | John Biddle                         | US-amerikanischer Politiker                                                             | 67    |       |
| 26. August | Emil Cuno                           | deutscher Jurist und Politiker                                                          | 53    |       |
| 26. August | Perpetuo Guasco                     | sardischer Ordensgeistlicher und römisch-katholischer Apostolischer Vikar von Ägypten   | 56    |       |
| 28. August | Leigh Hunt                          | englischer Schriftsteller                                                               | 74    |       |
| 28. August | Friedrich Matthias Perthes          | deutscher evangelisch-lutherischer Geistlicher und Autor                                | 59    |       |
| 29. August | Ivan Chabert                        | französischer Zauberkünstler                                                            | 67    |       |
| 29. August | Hans Caspar Escher                  | Schweizer Industrieller                                                                 | 84    |       |
| 29. August | Balthasar Umfahrer                  | österreichischer Posthalter und Politiker, Landtagsabgeordneter                         |       |       |
| 31. August | William O’Swald                     | deutscher Kaufmann                                                                      | 61    |       |

## September
| Tag           | Name                            | Beruf, bekannt als                                                     | Alter | Beleg |
| ------------- | ------------------------------- | ---------------------------------------------------------------------- | ----- | ----- |
| 1. September  | Allan Robertson                 | schottischer Berufsgolfer                                              | 43    |       |
| 2. September  | Delia Bacon                     | US-amerikanische Lehrerin und Buchautorin                              | 48    |       |
| 2. September  | Ludwig Carl Christian Buff      | deutscher Bergbeamter                                                  | 72    |       |
| 2. September  | Ludwig von Massow               | preußischer Minister                                                   | 65    |       |
| 2. September  | Johann Friedrich Schilling      | Hofmaurermeister                                                       | 93    |       |
| 3. September  | Karl von Abel                   | bayerischer Politiker                                                  | 70    |       |
| 3. September  | Gisbert Flüggen                 | deutscher Maler                                                        | 48    |       |
| 3. September  | Betty Heine                     | Mutter von Heinrich Heine                                              | 87    |       |
| 4. September  | Ferdinand Fellner               | deutscher Zeichner und Maler                                           | 60    |       |
| 4. September  | Wilhelm Pfeil                   | deutscher Forstwissenschaftler; einer der „forstlichen Klassiker“      | 76    |       |
| 4. September  | David Wallace                   | US-amerikanischer Politiker                                            | 60    |       |
| 5. September  | Friedrich Ernst Feller          | deutscher Pädagoge, Handelsschullehrer und Autor                       | 57    |       |
| 5. September  | Julius von Hülst                | deutscher Verwaltungsbeamter und Gutsbesitzer                          | 31    |       |
| 5. September  | Friedrich von Olivier           | deutscher Maler                                                        | 68    |       |
| 7. September  | James Crichton-Stuart           | britischer Politiker                                                   | 65    |       |
| 10. September | Thomas Nuttall                  | englischer Botaniker und Zoologe                                       | 73    |       |
| 10. September | Friedrich Rettig                | badischer Beamter                                                      | 78    |       |
| 10. September | Wilhelm Saß                     | deutscher Mediziner und Politiker                                      |       |       |
| 11. September | Friedrich Lotheissen            | Richter und Landtagsabgeordneter Großherzogtum Hessen                  | 63    |       |
| 12. September | Cornelius von Danckelmann       | österreichischer Generalmajor                                          | 69    |       |
| 12. September | Alexander von Kleist            | kurländischer Landesbeamter                                            | 60    |       |
| 12. September | Johann Malfatti                 | italienisch-österreichischer Mediziner                                 | 84    |       |
| 13. September | Cornelis Jacobus van Assen      | niederländischer Rechtsgelehrter                                       | 71    |       |
| 13. September | Faddei Wenediktowitsch Bulgarin | polnisch-russischer Autor                                              | 70    |       |
| 13. September | Wilhelm Josef Grailich          | österreichischer Mineraloge                                            | 30    |       |
| 13. September | Friedrich Jobst                 | deutscher Pharmazeut                                                   | 73    |       |
| 13. September | Nathanael von Schlichtegroll    | deutscher Jurist und Autor                                             | 64    |       |
| 14. September | Edward Lord                     | Vizegouverneur von Tasmanien                                           | 78    |       |
| 14. September | James Stephen                   | britischer Beamter                                                     | 70    |       |
| 15. September | Isambard Kingdom Brunel         | britischer Ingenieur                                                   | 53    |       |
| 15. September | Václav Kliment Klicpera         | tschechischer Schriftsteller und Dramatiker                            | 66    |       |
| 16. September | David C. Broderick              | US-amerikanischer Politiker                                            | 39    |       |
| 16. September | Carl Deninger                   | Landtagsabgeordneter Großherzogtum Hessen                              | 58    |       |
| 17. September | Senator Vergueiro               | portugiesischstämmiger Kaffeeproduzent                                 | 80    |       |
| 18. September | Johann Conradi                  | deutscher Opernsänger (Bass)                                           | 44    |       |
| 19. September | August Ernst Braun              | deutscher Jurist, Bürgermeister von Köslin                             | 76    |       |
| 19. September | Ludwig Jonas                    | protestantischer Theologe                                              | 62    |       |
| 19. September | Joseph Franz Kaiser             | österreichischer Lithograph und Verleger                               | 73    |       |
| 19. September | Albert H. Tracy                 | US-amerikanischer Jurist und Politiker                                 | 66    |       |
| 20. September | Adolf Bäuerle                   | österreichischer Schriftsteller                                        | 73    |       |
| 21. September | Wilhelm Hoffmann                | Weimarer Verleger und Buchhändler                                      | 82    |       |
| 21. September | Muhammad II. al-Husain          | Bey von Tunis (1855–1859)                                              |       |       |
| 21. September | Camille Polonceau               | französischer Eisenbahningenieur                                       | 45    |       |
| 22. September | Ernst von Heyden                | deutscher Gutsbesitzer und Abgeordneter                                | 42    |       |
| 26. September | Johann August Rienäcker         | deutscher Theologe und Autor                                           | 79    |       |
| 27. September | Joseph Huck                     | deutscher Jurist und Politiker                                         | 54    |       |
| 28. September | Johann Georg Niederegger        | Zuckerbäcker                                                           | 82    |       |
| 28. September | Carl Ritter                     | deutscher Hochschullehrer, Begründer der wissenschaftlichen Geographie | 80    |       |
| 28. September | Philipp Spitta                  | deutscher evangelischer Theologe und Dichter                           | 58    |       |

## Oktober
| Tag         | Name                                 | Beruf, bekannt als                                                                        | Alter | Beleg |
| ----------- | ------------------------------------ | ----------------------------------------------------------------------------------------- | ----- | ----- |
| 3. Oktober  | John Y. Mason                        | US-amerikanischer Jurist, Marine- und Justizminister                                      | 60    |       |
| 3. Oktober  | Edmund Wagner                        | deutscher Tiermaler                                                                       | 28    |       |
| 4. Oktober  | Karl Baedeker                        | deutscher Verleger                                                                        | 57    |       |
| 4. Oktober  | Ferdinand von Witzleben              | deutscher Generalleutnant                                                                 | 59    |       |
| 7. Oktober  | Walter Case                          | US-amerikanischer Jurist und Politiker                                                    |       |       |
| 11. Oktober | Fenner Ferguson                      | US-amerikanischer Politiker                                                               | 45    |       |
| 11. Oktober | Benjamin Randall                     | US-amerikanischer Politiker                                                               | 69    |       |
| 11. Oktober | Wilhelm von Baden                    | Sohn des Großherzogs von Baden                                                            | 67    |       |
| 12. Oktober | Johannes Schuler                     | österreichischer Politiker                                                                | 58    |       |
| 12. Oktober | Robert Stephenson                    | britischer Ingenieur                                                                      | 55    |       |
| 13. Oktober | Moritz von Hirschfeld                | preußischer General der Infanterie                                                        | 69    |       |
| 13. Oktober | Rudolf Oeser                         | deutscher Pfarrer und Volksschriftsteller                                                 | 51    |       |
| 13. Oktober | José Miguel de Velasco Franco        | bolivianischer General und Politiker                                                      | 64    |       |
| 14. Oktober | Nikolai Fjodorowitsch Arendt         | russischer praktischer Arzt, Militärchirurg und Leibarzt des Kaiserlichen Hofes           | 73    |       |
| 15. Oktober | Hermann von Beisler                  | bayerischer Politiker und Militär                                                         | 69    |       |
| 19. Oktober | Satō Issai                           | japanischer Gelehrter                                                                     | 86    |       |
| 20. Oktober | Robert P. Dunlap                     | US-amerikanischer Politiker und Gouverneur des Bundesstaates Maine (1834–1838)            | 65    |       |
| 21. Oktober | Aliyu Babba                          | Sultan von Sokoto in Nigeria                                                              |       |       |
| 22. Oktober | Louis Spohr                          | deutscher Komponist, Dirigent, Geiger                                                     | 75    |       |
| 23. Oktober | Domenico Buttaoni                    | italienischer Dominikaner, päpstlicher Haustheologe und Leiter der Biblioteca Casanatense |       |       |
| 25. Oktober | William T. Lawrence                  | US-amerikanischer Jurist und Politiker                                                    | 71    |       |
| 26. Oktober | Friedrich Bülau                      | deutscher Schriftsteller, Nationalökonom und Historiker                                   | 54    |       |
| 26. Oktober | Franz de Paula von Colloredo-Wallsee | österreichischer Diplomat                                                                 | 59    |       |
| 26. Oktober | Sophonisba Angusciola Peale          | amerikanische Quiltkünstlerin und Ornithologin                                            | 73    |       |
| 26. Oktober | Wilhelm Steinmann                    | deutscher Pädagoge und Schulbuch-Herausgeber                                              | 42    |       |
| 27. Oktober | Ernst Friedrich Apelt                | philosophischer Schriftsteller                                                            | 47    |       |
| 27. Oktober | Benedikt Schubiger                   | Schweizer Politiker und Unternehmer                                                       | 57    |       |
| 28. Oktober | Wolbert Wolberts Smidt               | ostfriesischer Dichter                                                                    | 44    |       |
| 29. Oktober | John Baillie                         | englisch-österreichischer Eisenbahningenieur                                              | 53    |       |
| 29. Oktober | Max Ballmann                         | deutscher Theaterschauspieler und Komiker                                                 |       |       |
| 29. Oktober | James Farrington                     | US-amerikanischer Politiker                                                               | 68    |       |
| 29. Oktober | Johann Jakob Heusser                 | Schweizer Arzt                                                                            | 76    |       |
| 29. Oktober | James C. Jones                       | US-amerikanischer Politiker                                                               | 50    |       |
| 30. Oktober | Ludwig von Briesen                   | preußischer Landrat                                                                       | 86    |       |
| 30. Oktober | Adolf Kosárek                        | tschechischer Maler                                                                       | 29    |       |
| 31. Oktober | Daniel Cady                          | US-amerikanischer Jurist und Politiker                                                    | 86    |       |
| 31. Oktober | Leopold von Hartenstein              | deutscher Jurist und Politiker                                                            | 61    |       |

## November
| Tag          | Name                                     | Beruf, bekannt als                                                                                     | Alter | Beleg |
| ------------ | ---------------------------------------- | --- | ----- | ----- |
| 1. November  | John Dennis                              | US-amerikanischer Politiker                                                                            |       |       |
| 2. November  | James Curtiss                            | US-amerikanischer Politiker                                                                            | 56    |       |
| 2. November  | Woldemar von Trotha                      | preußischer Generalleutnant                                                                            | 62    |       |
| 3. November  | Maximilian von Lerchenfeld-Köfering      | deutscher Diplomat                                                                                     | 60    |       |
| 3. November  | Christian Adolf Pescheck                 | deutscher Theologe, Historiker und Schriftsteller                                                      | 72    |       |
| 3. November  | Justus Rang                              | deutscher Richter, Verwaltungsbeamter und Parlamentarier                                               | 57    |       |
| 4. November  | Christian Wilhelm Fischer                | deutscher Schauspieler, Sänger (Bassbuffo) und Regisseur                                               |       |       |
| 5. November  | Jules de La Madelène                     | französischer Schriftsteller                                                                           | 39    |       |
| 7. November  | Georg Ludwig Comperl                     | deutscher Architekt                                                                                    | 62    |       |
| 7. November  | Carl Gottlieb Reißiger                   | deutscher Kapellmeister und Komponist                                                                  | 61    |       |
| 8. November  | Pierre Claude François Delorme           | französischer Maler                                                                                    | 76    |       |
| 8. November  | Heinrich XX.                             | Fürst Reuß zu Greiz, Graf und Herr zu Plauen, Herr zu Greiz, Kranichfeld, Gera, Schleiz und Lobenstein | 65    |       |
| 9. November  | Justus Georg Westphal                    | deutscher Astronom und Mathematiker                                                                    | 35    |       |
| 11. November | Carl von Gold                            | österreichischer Unternehmer und Politiker                                                             | 51    |       |
| 11. November | Epaphroditus Ransom                      | US-amerikanischer Jurist und Politiker                                                                 | 61    |       |
| 11. November | Gideon von Stempel                       | deutsch-baltischer Jurist und Landesbeamter                                                            | 68    |       |
| 13. November | Georg Hauger                             | Militärperson im Tiroler Volksaufstand                                                                 | 67    |       |
| 14. November | Thomas de Grey                           | britischer Adliger und Politiker                                                                       | 77    |       |
| 16. November | George Rockingham Gilmer                 | US-amerikanischer Politiker                                                                            | 69    |       |
| 16. November | Anton von Nagel zu Aichberg              | deutscher Jurist und Politiker                                                                         | 61    |       |
| 16. November | Joseph Stadler                           | österreichischer Musiker und Komponist                                                                 | 63    |       |
| 17. November | Wilhelm Kunst                            | deutscher Schauspieler                                                                                 | 60    |       |
| 17. November | Konrad Ludwig Schwab                     | deutscher Tiermediziner                                                                                | 78    |       |
| 19. November | John Barry                               | irisch-US-amerikanischer Geistlicher, Bischof von Savannah                                             | 60    |       |
| 20. November | Mountstuart Elphinstone                  | schottischer Chronist                                                                                  | 80    |       |
| 20. November | Wolf Netter                              | deutscher Kaufmann                                                                                     |       |       |
| 21. November | Antonio Arcioni                          | Schweizer Offizier und General                                                                         | 48    |       |
| 21. November | Charles Chevalier                        | französischer Optik-Ingenieur und Fotopionier                                                          | 55    |       |
| 21. November | Yoshida Shōin                            | japanischer Intellektueller und Revolutionär                                                           | 29    |       |
| 22. November | Charles Lenormant                        | französischer Archäologe und Ägyptologe                                                                | 57    |       |
| 23. November | Étienne Garcin                           | französischer Autor, Journalist, Romanist und Provenzalist                                             | 75    |       |
| 23. November | James Ward                               | englischer Maler                                                                                       | 90    |       |
| 23. November | Georg Zappert                            | ungarisch-österreichischer Historiker und Mediävist                                                    | 52    |       |
| 25. November | Abraham P. Stephens                      | US-amerikanischer Jurist und Politiker                                                                 | 63    |       |
| 26. November | Jacques-Denis Choisy                     | Schweizer Theologe, Philosoph und Botaniker                                                            | 60    |       |
| 26. November | Wilhelm zu Solms-Sonnenwalde             | deutscher Standesherr                                                                                  | 72    |       |
| 27. November | Ferdinand Röse                           | deutscher Dichter und Philosoph                                                                        | 44    |       |
| 28. November | Washington Irving                        | US-amerikanischer Schriftsteller                                                                       | 76    |       |
| 28. November | Karl Schellenberg                        | deutscher Pfarrer und Rektor                                                                           | 84    |       |
| 30. November | Jacobus Cornelis Swijghuijsen Groenewoud | niederländischer reformierter Theologe und Orientalist                                                 | 75    |       |
| November     | Auguste Hilarion de Kératry              | französischer Politiker und Schriftsteller                                                             | 90    |       |

## Dezember
| Tag          | Name                                  | Beruf, bekannt als                                                                                      | Alter | Beleg |
| ------------ | ------------------------------------- | --- | ----- | ----- |
| 1. Dezember  | John Austin                           | englischer Jurist und Rechtsphilosoph                                                                   | 69    |       |
| 1. Dezember  | Alfred Rethel                         | deutscher Historienmaler                                                                                | 43    |       |
| 2. Dezember  | John Brown                            | US-amerikanischer Abolitionist                                                                          | 59    |       |
| 2. Dezember  | Carl Friedrich Mosch                  | deutscher Mineraloge, Zeichner und Schriftsteller                                                       | 75    |       |
| 3. Dezember  | Johannes Glur                         | Schweizer Arzt und Frühsozialist                                                                        | 61    |       |
| 3. Dezember  | Francisco Xavier de Garaycoa          | ecuadorianischer Erzbischof                                                                             | 83    |       |
| 3. Dezember  | Heinrich Schulenburg                  | deutscher Politiker                                                                                     | 48    |       |
| 5. Dezember  | Cecilia Maria Barthélemon             | englische Sängerin, Komponistin, Pianistin und Organistin                                               | 92    |       |
| 5. Dezember  | Louis Poinsot                         | französischer Mathematiker, Mitglied der Akademie der Wissenschaften                                    | 82    |       |
| 5. Dezember  | Dimitri Wassiljewitsch Wassiltschikow | russischer General                                                                                      |       |       |
| 6. Dezember  | Hermann Martin Asmuss                 | deutsch-baltischer Zoologe                                                                              | 47    |       |
| 7. Dezember  | Adam Friedreich                       | deutscher Jurist und Politiker                                                                          |       |       |
| 7. Dezember  | Heinrich Wilhelm von Werther          | preußischer Diplomat und Außenminister                                                                  | 87    |       |
| 8. Dezember  | Thomas De Quincey                     | britischer Schriftsteller, Essayist und Journalist                                                      | 74    |       |
| 8. Dezember  | Thomas S. Officer                     | US-amerikanischer Miniatur- und Porträtmaler                                                            | 49    |       |
| 11. Dezember | Karl Adolf von Graffenried            | Schweizer Maler und Architekt                                                                           | 58    |       |
| 12. Dezember | Edmund Deberry                        | US-amerikanischer Politiker                                                                             | 72    |       |
| 14. Dezember | Karl von Bagensky                     | preußischer Offizier, zuletzt Generalleutnant                                                           | 65    |       |
| 16. Dezember | Wilhelm Grimm                         | deutscher Germanist                                                                                     | 73    |       |
| 17. Dezember | Linn Boyd                             | US-amerikanischer Politiker                                                                             | 59    |       |
| 19. Dezember | Mirabeau B. Lamar                     | US-amerikanischer Politiker und Präsident der Republik Texas                                            | 61    |       |
| 20. Dezember | Ewa Felińska                          | russische Schriftstellerin                                                                              | 65    |       |
| 20. Dezember | Franz Egon von Fürstenberg-Stammheim  | Königlich Preußischer Kammerherr und ein Förderer des Dombaus                                           | 62    |       |
| 20. Dezember | Gustav Heinrich Schüdlöffel           | deutsch-baltischer Schriftsteller und Übersetzer                                                        | 61    |       |
| 21. Dezember | Nicolaas Christiaan Kist              | niederländischer reformierter Theologe und Kirchenhistoriker                                            | 66    |       |
| 22. Dezember | Gottlieb Weissmann                    | deutscher Fossiliensammler und Apotheker                                                                | 61    |       |
| 24. Dezember | Timothy Jenkins                       | US-amerikanischer Jurist und Politiker                                                                  | 60    |       |
| 26. Dezember | Friedrich Hausmann                    | deutscher Mineraloge, Geologe und Bodenkundler                                                          | 77    |       |
| 27. Dezember | Robert Karl Sachße                    | deutscher Jurist, Rechtshistoriker, Bibliothekar und Hochschullehrer                                    | 55    |       |
| 28. Dezember | Gustav von Gustedt                    | preußischer Landrat                                                                                     | 55    |       |
| 28. Dezember | Thomas Macaulay, 1. Baron Macaulay    | britischer Historiker, Dichter und Politiker                                                            | 59    |       |
| 28. Dezember | Joel Turrill                          | US-amerikanischer Jurist und Politiker                                                                  | 65    |       |
| 29. Dezember | Jenny von Droste zu Hülshoff          | Schwester der Annette von Droste-Hülshoff                                                               | 64    |       |
| 29. Dezember | Josef Holzmaier                       | deutscher Maler                                                                                         | 50    |       |
| 29. Dezember | Bernhard Morell                       | Schweizer Architekt und bayerischer Baubeamter                                                          | 74    |       |
| 29. Dezember | Anton Schurz                          | österreichischer Schriftsteller                                                                         | 65    |       |
| 30. Dezember | Robert Allen                          | US-amerikanischer Politiker                                                                             | 65    |       |
| 30. Dezember | Konstantinos Minas                    | griechischer Philosophie- und Rhetoriklehrer, Philologe, Übersetzer, Dichter und Handschriftenaufkäufer | 71    |       |
| 31. Dezember | Joseph Hall                           | US-amerikanischer Politiker                                                                             | 66    |       |
| 31. Dezember | Luigi Ricci                           | italienischer Komponist                                                                                 | 54    |       |

## Datum unbekannt
| Tag | Name                             | Beruf, bekannt als                                          | Alter | Beleg |
| --- | -------------------------------- | ----------------------------------------------------------- | ----- | ----- |
|     | Mulai Abd ar-Rahman              | Sultan der Alawiden in Marokko (1822–1859)                  |       |       |
|     | Anton d’Antoni                   | italienisch-österreichischer Opernkomponist                 |       |       |
|     | Michael von Barich               | Wiener Hofkonzipist, Großhändler und Bauspekulant           |       |       |
|     | Hermann Barschall                | preußischer Verwaltungsjurist und Landrat                   |       |       |
|     | Mahmud Bayazidi                  | kurdischer Schriftsteller                                   |       |       |
|     | Karl Beckmann                    | deutscher Landschafts- und Architekturmaler                 |       |       |
|     | Jacint Boada i Casanoves         | katalanischer Chormeister, Organist, Komponist und Mönch    |       |       |
|     | Pierre Boitard                   | französischer Botaniker und Geologe                         |       |       |
|     | Gottfried Bueren                 | Stadtsyndikus zu Emden                                      |       |       |
|     | Said bin Buti                    | Herrscher des Emirates Dubai                                |       |       |
|     | Jean de Colins                   | französischer Sozialphilosoph                               |       |       |
|     | Friedrich Demmer                 | deutscher Sänger (Tenor) und Theaterschauspieler            |       |       |
|     | Louis Dochez                     | französischer Romanist und Lexikograf                       |       |       |
|     | Dschabir I.                      | Regent der königlichen kuwaitischen Al-Sabah-Dynastie       |       |       |
|     | Heinrich Federer                 | deutscher Landschafts- und Porträtmaler                     |       |       |
|     | James Fox                        | britischer Werkzeugmaschinenhersteller                      |       |       |
|     | Johann Hansmann                  | deutscher Bildhauer und Steinmetz                           |       |       |
|     | Philippe Higonet                 | französischer Colonel                                       |       |       |
|     | Johann Heinrich Jacobi           | deutscher Maler und Lithograph                              |       |       |
|     | Emil Kornbeck                    | deutscher Maler                                             |       |       |
|     | Daniel Legrand                   | Industrieller und Philanthrop                               |       |       |
|     | Menachem Mendel von Kotzk        | chassidischer Rabbiner                                      |       |       |
|     | Michael Küchelbecker             | russischer Gardeleutnant, Forschungsreisender und Dekabrist | ≈60   |       |
|     | Muhammad as-Sanussi              | Begründer des Sanusiya-Ordens                               |       |       |
|     | August Louis Detlev von Schrader | deutscher Landrat und Parlamentarier                        |       |       |
|     | Gottfried Wilhelm Seemann        | deutscher Klarinettist                                      |       |       |
|     | Charles Hamilton Smith           | englischer Naturforscher, Illustrator und Spion             |       |       |
|     | Friedrich Wilhelm Wencke         | deutscher Schiffbauunternehmer und Reeder                   |       |       |